# 王慶讓
王慶讓，臺灣生物學家，前國立台灣大學動物學系圖書館管理員，兼任副教授。
1955年畢業於臺灣大學動物學系，在大學時期利用日本學者採集的大量蛇類標本，開始從事爬蟲類的分類研究，並將研究寫成畢業論文，是第一篇台灣人自行研究發表的爬蟲類相關論文，在臺灣蛇類分類上佔有重要的地位。1956年在台大動物系擔任系圖管理員。1978年與當時系主任梁潤生教授共同發表新種台北樹蛙，根據採集自台北縣（包括木柵、石碇和樹林區）之成蛙和蝌蚪共同發表命名，而為紀念發現地臺北縣而得其學名及中文名。
另外，面天樹蛙則是他和日本學者 M. Kuramoto於1987年聯合發表的新物種，這兩種樹蛙的模式標本都存放在台大動物系標本館。